# گونار برگه
گونار برگه (انگلیسی: Gunnar Berge؛ زادهٔ ۲۹ اوت ۱۹۴۰) سیاست‌مدار اهل نروژ است.